# Qazaly
Qazaly är en ort i Kazakstan.   Den ligger i oblystet Qyzylorda, i den centrala delen av landet, 900 km sydväst om huvudstaden Astana. Qazaly ligger 68 meter över havet och antalet invånare är 7 686.
Terrängen runt Qazaly är mycket platt.  Trakten runt Qazaly är nära nog obefolkad, med mindre än två invånare per kvadratkilometer. Närmaste större samhälle är Ayteke Bi, 9,9 km norr om Qazaly. Trakten runt Qazaly består i huvudsak av gräsmarker.